# غريغ كريستيان
غريغ كريستيان (بالإنجليزية: Greg Christian)‏ هو عازف باس أمريكي، ولد في 29 أبريل 1966 في بليسانتون في الولايات المتحدة.

## وصلات خارجية
- غريغ كريستيان على موقع ميوزك برينز (الإنجليزية)
- غريغ كريستيان على موقع أول ميوزيك (الإنجليزية)
- غريغ كريستيان على موقع ديسكوغز (الإنجليزية)